# جريج هوتون
جريج هوتون (بالإنجليزية: Greg Haughton) مواليد 10 نوفمبر 1973 في جامايكا، هو عداء جامايكي متخصص في سباق 400 متر. مثل بلاده في الأولمبياد وحصل على الميدالية البرونزية.

## سجل المنافسة
| العام        | المسابقة                                        | المكان              | المركز       | حدث          | ملاحظة       |
| يمثل جامايكا | يمثل جامايكا                                    | يمثل جامايكا        | يمثل جامايكا | يمثل جامايكا | يمثل جامايكا |
| ------------ | ----------------------------------------------- | ------------------- | ------------ | ------------ | ------------ |
| 1992         | بطولة العالم للناشئين لألعاب القوى 1992         | سول، كوريا الجنوبية | 15           | 400 م        | 47.73        |
| 1992         | بطولة العالم للناشئين لألعاب القوى 1992         | سول، كوريا الجنوبية | 2            | 4×400م تتابع | 3:06.58      |
| 1993         | بطولة أمريكا الوسطى والكاريبي لألعاب القوى 1993 | كالي                | 1            | 400 م        | 45.35        |
| 1993         | بطولة العالم لألعاب القوى 1993                  | شتوتغارت، ألمانيا   | 6            | 400 م        | 45.63        |
| 1993         | بطولة العالم لألعاب القوى 1993                  | شتوتغارت، ألمانيا   | 7            | 4x400م تتابع | 3:01.44      |
| 1995         | بطولة العالم لألعاب القوى 1995                  | غوتنبرغ، السويد     | 3            | 400 م        | 44.56        |
| 1995         | بطولة العالم لألعاب القوى 1995                  | غوتنبرغ، السويد     | 2            | 4x400م تتابع | 2:59.88      |
| 1997         | بطولة العالم لألعاب القوى 1997                  | أثينا، اليونان      | 2            | 4x400م تتابع | 2:56.75      |
| 1997         | بطولة العالم لألعاب القوى داخل الصالات 1997     | باريس، فرنسا        | 2            | 4x400م تتابع | 3:08.11      |
| 1998         | دورة ألعاب الكومنولث 1998                       | كوالالمبور، ماليزيا | 1            | 4x400م تتابع | 2:59.03      |
| 1999         | دورة الألعاب الأمريكية 1999                     | وينيبيغ، مانيتوبا   | 1            | 400 م        | 44.59        |
| 1999         | دورة الألعاب الأمريكية 1999                     | وينيبيغ، مانيتوبا   | 1            | 4x400م تتابع | 2:57.97      |
| 1999         | بطولة العالم لألعاب القوى 1999                  | إشبيلية، إسبانيا    | 5            | 400 م        | 45.07        |
| 1999         | بطولة العالم لألعاب القوى 1999                  | إشبيلية، إسبانيا    | 2            | 4x400م تتابع | 2:59.34      |
| 2000         | نهائي الجائزة الكبرى لألعاب القوى 2000          | الدوحة، قطر         | 3            | 400 م        | 45.85        |
| 2000         | الألعاب الأولمبية الصيفية 2000                  | سيدني، أستراليا     | 3            | 400 م        | 44.70        |
| 2001         | بطولة العالم لألعاب القوى 2001                  | إدمونتون، ألبرتا    | 3            | 400 م        | 44.98        |
| 2001         | بطولة العالم لألعاب القوى 2001                  | إدمونتون، ألبرتا    | 2            | 4x400م تتابع | 2:58.39      |
| 2002         | نهائي الجائزة الكبرى لألعاب القوى 2002          | باريس، فرنسا        | 2            | 400 م        | 44.87        |
| 2004         | بطولة العالم لألعاب القوى داخل الصالات 2004     | بودابست             | 1            | 4x400م تتابع | 3:05.21      |

## روابط خارجية
- جريج هوتون على موقع الاتحاد الدولي لألعاب القوى (الإنجليزية)
- جريج هوتون على موقع اللجنة الأولمبية الدولية (الإنجليزية)
- جريج هوتون على موقع أوليمبيديا (الإنجليزية)
- جريج هوتون على موقع اتحاد ألعاب الكومنولث (مؤرشف) (الإنجليزية)